# Ганка Купфернаґель
Ганка Купфернаґель (нім. Hanka Kupfernagel, 19 березня 1974) — німецька велогонщиця.
Срібна призерка Олімпійських Ігор 2000 року в груповій шосейні гонці, учасниця 2008 року.
Чемпіонка світу з велоперегонів на шосе 2007 року в роздільній гонці, бронзова призерка 1998 (групова шосейна гонка), 1998 (роздільна гонка) років.